# 三阪村
三阪村（みさかむら）は福島県南東部、石城郡に属していた村。現在のいわき市北西部（三和地区）、夏井川支流の三坂川流域にあたる。なお現在、旧村域に属する大字は三和町を冠する。

## 地理
- 山：塩見山、芝山、一本山毛欅
- 河川：三坂川

## 歴史
- 1889年（明治22年）4月1日 - 町村制の施行により、上三坂村、中三坂村、下三坂村、差塩村が合併して磐前郡三阪村が発足。
- 1896年（明治29年）4月1日 - 所属郡が石城郡に変更。
- 1955年（昭和30年）2月11日 - 沢渡村・永戸村と合併して三和村が発足。同日三阪村廃止。
- 1966年（昭和41年）10月1日 - 三和村が平市・常磐市・磐城市・内郷市・勿来市、石城郡小川町・遠野町・四倉町・川前村・田人村・好間村、双葉郡久之浜町・大久村と合併していわき市が発足。

## 交通

### 道路
- 国道115号（現・国道49号）

現在は磐越自動車道差塩パーキングエリアが旧村域に所在するが、当時は未開通。